# 石井紫郎
石井 紫郎（いしい しろう、1935年（昭和10年）5月31日 - 2023年（令和5年）1月17日）は、日本の法学者（日本法制史）。東京大学名誉教授、国際日本文化研究センター名誉教授。日本学士院会員。日本学術振興会学術システム研究センター顧問、日本学術会議外部評価委員。日本学生野球憲章検討委員会委員長。東京出身。

## 略歴
- 1958年 司法試験第二次試験合格
- 1959年 東京大学法学部卒業
- 1962年 東京大学法学部助教授
- 1972年 東京大学法学部教授
- 1990年 東京大学法学部長
- 1992年 東京大学副学長
- 1995年 国際日本文化研究センター教授
- 2001年 内閣府総合科学技術常勤議員
- 2003年 桐蔭横浜大学大学院法学研究科客員教授
- 2005年 桐蔭横浜大学大学院教授
- 2009年 日本学士院会員[2]
- 2011年 瑞宝重光章受章[3][2]
- 2023年1月17日、肺炎のため死去した[1]。87歳没。死没日付をもって従三位に叙された[4]。

## 家族
妻は照明デザイナーの石井幹子、長女の石井リーサ明理も照明デザイナー。また、ベルリンオリンピックサッカー日本代表の竹内悌三は岳父である。

## 著書

### 単著
- 『日本国制史研究Ⅰ 権力と土地所有』東京大学出版会、1966年。
- 『日本国制史研究Ⅱ 日本人の国家生活』東京大学出版会、1986年。
- 『日本国制史研究Ⅲ 日本人の法生活』東京大学出版会、2012年。

### 共著
- Ishii Shiro; others (1995), Fast wie mein eigen Vaterland: Briefe aus Japan 1886-1889. Hrsg. v. Shiro Ishii, Ernst Lokowandt u. Yukichi Sakai, Iudicium Verlag, Leo Baeck Institute

（石井紫郎他『 アルベルト・モッセ及びリナ・モッセの日本での書簡集 1886 - 1889／祖国のように』、1995年）
- 書評

### 編著
- 『日本近代法史講義』青林書院新社、1972年。
- 『近世武家思想 日本思想大系27』岩波書店、1974年。
- 水林彪と校註『法と秩序 日本近代思想大系』岩波書店、1992年。
- 樋口範雄との共編『外から見た日本法』東京大学出版会、1995年。
- 『転換期の大学院教育』大学基準協会、1996年4月。
- 林屋礼二・青山善充共編『図説判決原本の遺産』信山社出版、1998年12月。
- 林屋礼二・青山善充共編『明治前期の法と裁判』信山社、2003年。

## 翻訳
- オットー・ブルンナー著、共訳 『ヨーロッパーその歴史と精神 』岩波書店、1974年。
- J.ブライケン著、村上淳一共訳『ローマの共和政』 山川出版社、1984年7月。

## 脚註